# Клуб 7 вершин
Клуб семи вершин — неформальне об'єднання альпіністів, котрі здійснили сходження на найвищі вершини шести континентів. Ідея побувати на всіх найвищих вершинах різних континентів Землі виникла у 1981 році і відтоді стала популярною.
Однак у визначенні того, щоб вважати найвищою точкою континенту Австралію, є різноріччям. Якщо не зважати на інші вершини, окрім тих, котрі розташовані на континенті Австралії, то сьомою вершиною повинен бути пік Косцюшко — вища точка Австралії. Однак, якщо взяти до уваги всю Австралію та Океанію, то найвища точка це піраміда Карстенса — вершина заввишки 4884 м, розташована на острові Нова Гвінея.
Тому на сьогоднішній день існує два варіанти програми сім вершин: Програма з піком Косцюшко і Програма з Пірамідою Карстенса. Основним варіантом програми 7 вершин визнається варіант з Пірамідою Карстенса. 
Нині дедалі більше число людей з різних країн світу прагнуть зійти на найвищі вершини всіх континентів Землі. Статистика підкорювачів всіх семи вершин за обома версіями ведеться на сайті [Архівовано 3 березня 2016 у Wayback Machine.] . 

## Історія

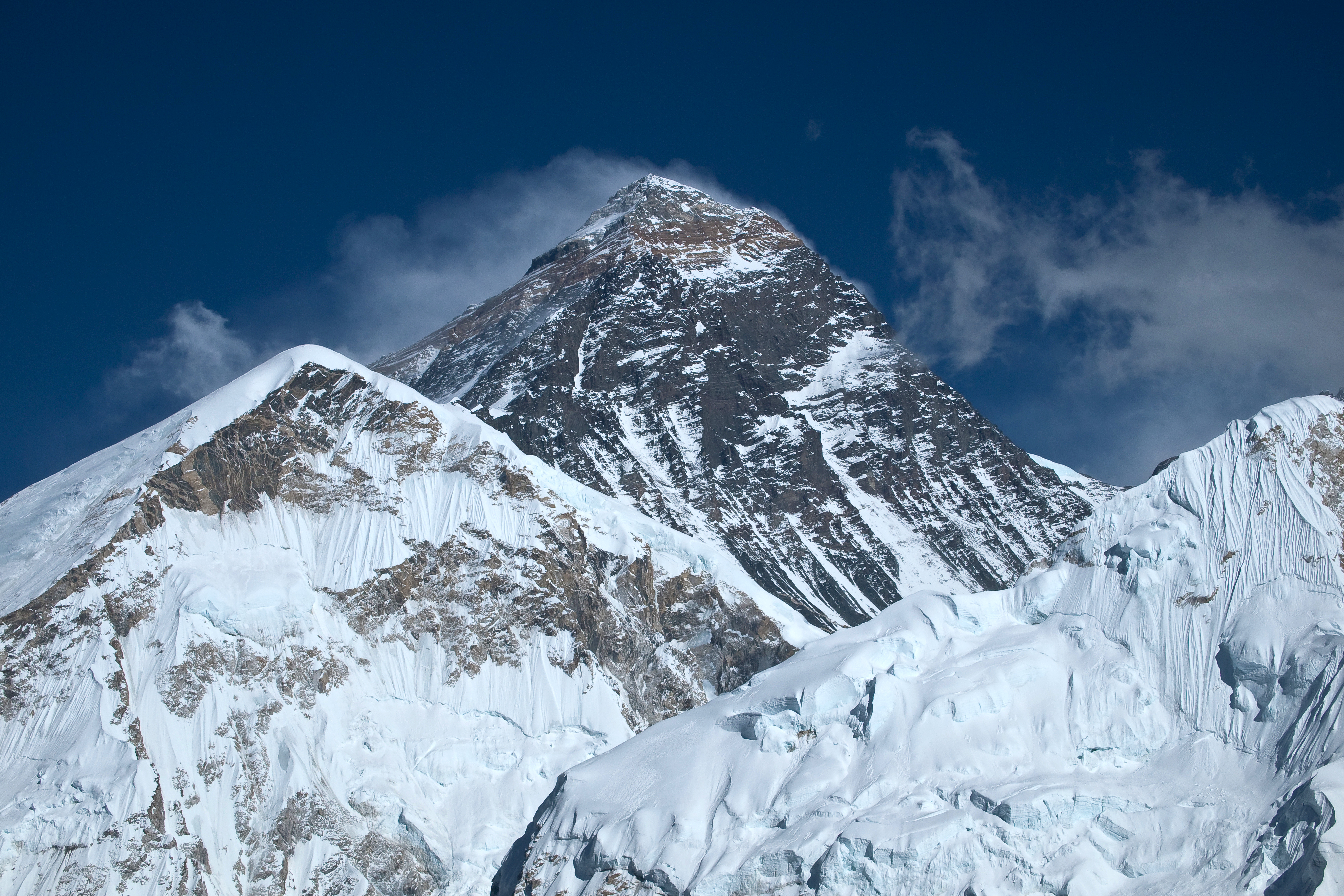
Вид на Еверест з Кала-Паттхар

В 1956 році американець Вільям Хакетт (англ.) (1918—1999) підкорив вершини п'яти частин світу — Деналі (1947), Аконкагуа (1949), Кіліманджаро (1950), Косцюшко (1956) та Монблан (1956). В той час Монблан вважався найвищою вершиною Європи. Хакетт спробував підкорити Маунт-Вінсон та отримав дозвіл на схождення на Еверест, але через обставини (обмороження, нестачу коштів) це не відбулось.
У 1970 році японський альпініст і любитель пригод Наомі Уемура став першим, у кого серед п'яти підкорених вершин виявився й Еверест. Він підкорив Монблан (1966), Кіліманджаро (1966), Аконгауа (1968), Еверест (1970, поодинці) і Деналі (1970, поодинці). 1978 року після одиночної експедиції на Північний полюс він запланував підкорити гору Вінсон і в рамках підготовки до цієї експедиції він зробив одиночне сходження на Деналі в 1984 році, проте на зворотному шляху зник безвісті після сніжної бурі   . 
У 1978 році італійський альпініст Райнхольд Месснер першим підкорив шість з Семи вершин - Джая (1971), Аконкагуа (1974), Маккінлі (1976, нині Деналі), Кіліманджаро (1978) і Еверест (1978). У його списку найвищою вершиною Австралії вважалася гора Джая на острові Папуа-Нова Гвінея, але в 1983 році він підкорив Косцюшко, щоб відповідати всім вимогам підкорювача найвищих точок Землі, а в тому ж році піднявся на Ельбрус і назвав його найвищою точкою Європи, що швидко прийняли більшість альпіністів. Після підкорення Вінсона в 1986 році він став п'ятою людиною, що виконала програму Семи вершин. 

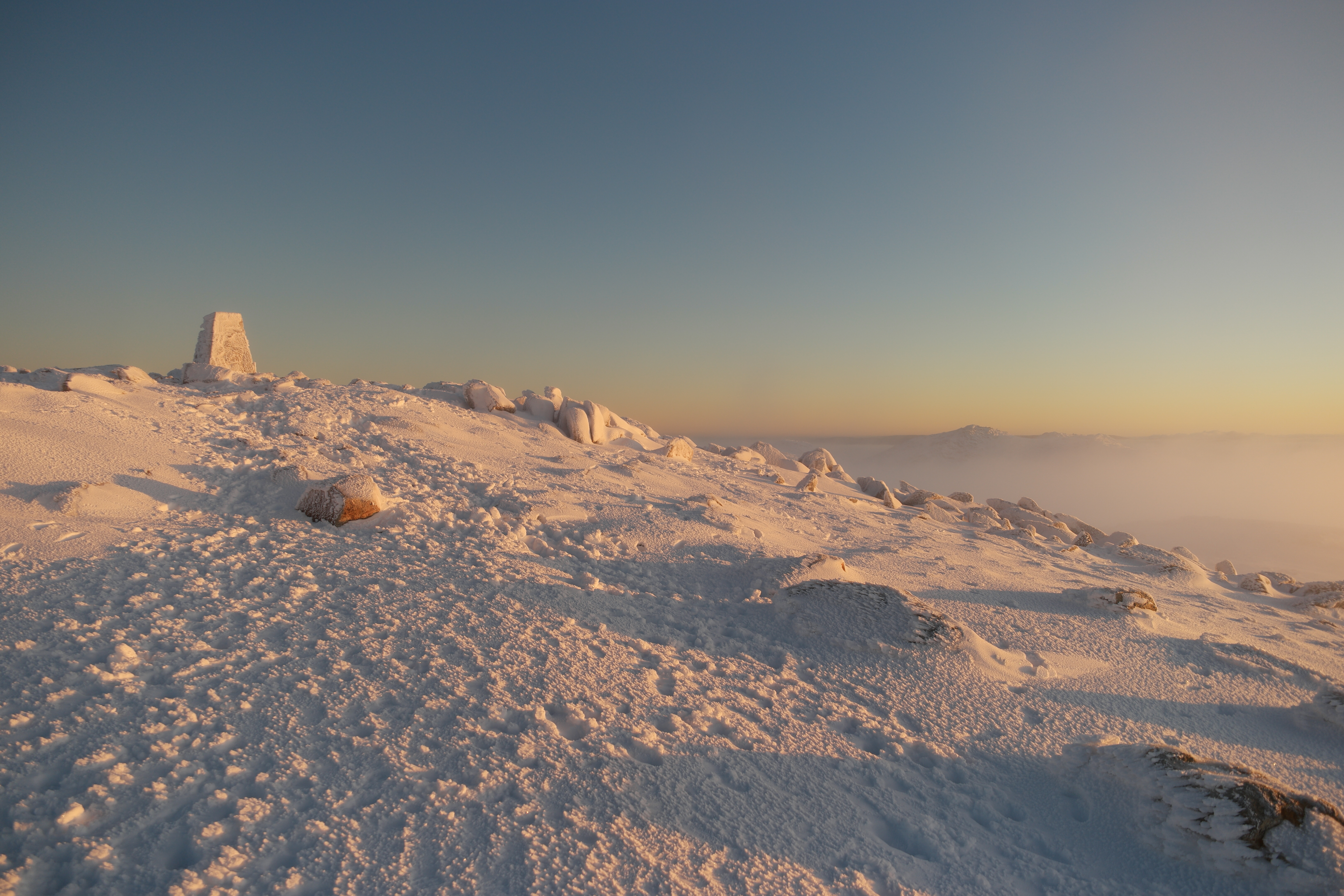
Гора Косцюшко

У 1985 році Річард Басс, альпініст-любитель, став першим, хто виконав програму Семи вершин. За один 1983 рік він піднявся на шість вершин - Аконкагуа, Деналі, Кіліманджаро, Ельбрус, Вінсон і Косцюшко - разом зі своїм другом Френком Уелсса, яким допомагали гірські провідники. З 1983 року Басс і Уеллс намагалися підкорити Еверест, і 30 квітня 1985 року Басс зробив це без Уеллса за допомогою альпініста Девіда Брішірза. Басс написав книгу «Сім вершин», в якій розповів про свій досвід   . 1985 року подвиг Басса повторив Джеррі Роуч, ставши другим підкорювачем Семи вершин  . 
У 1986 році канадський альпініст Патрік Морроу став першим підкорювачем Семи вершин зі списку Месснер (версії Карстенса): він підкорив Деналі (1977), Аконкагуа (1981), Еверест (1982), Кіліманджаро (1983), Косцюшко (1983), Вінсон, Ельбрус (обидва в 1985) і Джая (піраміда Карстенса), причому останню вершина підкорив 7 травня 1986 року. Морроу став також першим, хто підкорив Сім вершин зі списків, складених і Бассом, і Месснером   . 1990 року Роб Голл і Гері Болл першими завершили програму Семи вершин за сім місяців, почавши сходження на Еверест 10 травня 1990 року і завершивши програму підкоренням Вінсона 12 грудня 1990 року, за кілька годин до настання рівно семи місяців  . 
У 1992 року Табеї Дзюнко стала першою жінкою, яка виконала програму Семи вершин. Першою американської стала Мері Лефевер, яка підкорила Косцюшко 11 березня 1993   - трохи раніше вона у віці 47 років стала найстаршою жінкою, яка підкорила Еверест. У січні 1996 року Кріс Хейвер першою з американців підкорила всі сім вершин на лижах . Ясуко Намба стала другою з японських жінок, яка підкорила всі Сім вершин, але загинула при спуску під час сніжної бурі на Евересті в травні 1996 року 

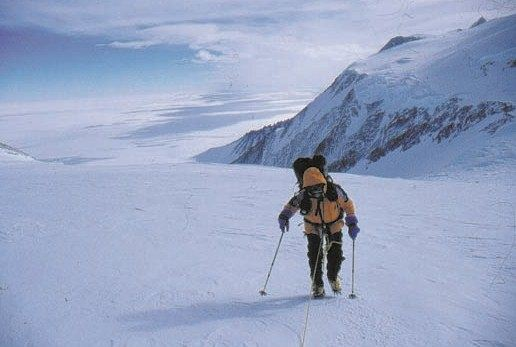
Підйом на Вінсон, 2000 рік

Станом на 24 грудня 2011 року 118 людей підкорили Сім вершин з урахуванням обох програм Басса і Месснер; 231 людина виконала програму Месснера, 234 людини виконали програму Басса. Разом серед підкорювачів Семи вершин, які виконали хоча б одну програму, виявилося 348 людей  .

## Статистика сходжень
Підкорення Семи вершин залежить від списку, де можуть бути Піраміда Карстенса, також відома як Джая (список Річарда Басса ), або Косцюшко (список Райнхольд Месснера ), але, по деяким думкам, в число підкорених вершин повинна входити і гора Монблан . До червня 2016 року 416 альпіністів підкорили всі Сім вершин зі списку Басса або Месснера, близько 30% з них підкорили всі вісім вершин з обох списків (з 2016 року статистика не ведеться). 
За даними сайту [Архівовано 18 березня 2012 у Wayback Machine.], на якому ведеться статистика сходжень, 231 альпініста, в тому числі 33 жінки, станом на грудень 2011 року повністю завершили цю програму , 347 спортсменів підкорили всі 7 вершин хоча б по одному варіанту (або за варіантом з Карстенсом, або за варіантом з Косцюшко)  і 118 альпіністів виконали обидва варіанти програми 7 вершин  . 

## Рекорди
У 2000 році програму Семи вершин виконав хорват Стіпе Божич  . У 2002 році Сьюзан  і Філ Ершлери першими із сімейних пар виконали програму Семи вершин . Райнхольд Месснер також став першим з альпіністів, що підкорив Сім вершин без використання додаткових кисневих балонів на Евересті  ; другим вважається Мирослав Чабан (у 2005 році закінчив на Карстенс); аналогічне досягнення встановив Ед Вістурс . У 2002-2007 роках австрієць Кристіан Штангль  виконав програму Семи вершин за списком Месснер без додаткових балонів з киснем, поодинці і з рекордом часу підйому у вигляді 58 годин 45 хвилин. 
17 травня 2006 року Рис Джонс Став наймолодшим альпіністом, що підкорив Сім вершин за списком Басса (йому було 20 повних років). У травні 2007 року наймолодшою підкорювальницею семи вершин стала Саманта Ларсон (англ.), Якій було 18 років і 220 днів на момент завершення програми, і цей рекорд не побитий дотепер. У віці 17 років і 161 дні Джонні Стрейндж також завершив виконання програми. 26 травня 2011 року о 6:45 за непальським часом Джорді Стюарт (англ.) став наймолодшим британцем, який підкорив Сім вершин (22 роки і 21 день). У 2009-2010 роках індійка Крушне Патіл (англ.) зробила спробу стати рекордсменкою серед жінок за швидкістю виконання програми, але в травні 2009 року її похід значно сповільнився після того, як під час підкорення Деналі захворів її провідник. Пізніше рекорд наймолодшого підкорювача Семи вершин поставив Джордж Аткінсон (англ.), якому було 16 років і 362 дні. 24 грудня того ж року і цей рекорд був побитий американцем Джорданом Ромеро, який підкорив Вінсон і завершив програму Семи вершин, коли йому було 15 років, 5 місяців і 12 днів.
У жовтні 2006 року Кіт Делора став першою людиною, яка спустилася на лижах (частково) з усіх Семи вершин за списком Басса. Через три місяці в січні 2007 року шведи Улоф Сундстрем і Мартін Летцер виконали програму Семи вершин, проїхавши на лижах кілька ділянок піраміди Карстенса при спуску і ставши першими і єдиними людьми, які підкорили вершини з обох списків на лижах.
Індійський альпініст Маллі Мастаі Бабу Називався в пресі як володар рекорду за часом підкорення всіх вершин, занесеного в книгу Гіннеса: він витратив всього 172 дні в 2006 році на підйом на всі Сім вершин. Світовий рекорд з виконання програм Месснер і Басса склав 136 днів - його встановив у 2008 році данець Хенрік Крістіансен. Він підкорив вершини в такому порядку: 21 січня - Вінсон 6 лютого - Аконкагуа 13 лютого - Косцюшко 1 березня - Кіліманджаро 14 березня - Піраміда Карстенса 8 травня - Ельбрус 25 травня - Еверест 5 червня - Деналі.
В середньому він витратив 22 дні на підкорення кожної вершини, хоча звичайні експедиції на одну вершину тривають по два місяці, оскільки учасники проходять акліматизацію. Він випередив Іана Макківера на 20 днів   . 
Рекорд був побитий Верноном Техасом І склав 134 дні: 18 січня 2010 року Техас почав сходження на Вінсон, а 31 травня піднявся на Деналі. Це був дев'ятий випадок, коли він виконував програму Семи вершин за списком Басса. У січні 2010 року іспанець Карлос Сорія Фонтан у віці 71 року виконав програму Семи вершин за списком Месснер, піднявшись на Кіліманджаро: перше його сходження відбулося в 1968 році. 23 травня 2010 року А.К.Шерпа піднявся на Еверест, зробивши підкорення Семи вершин за списком Басса і виконавши його за рекордні 42 дні. При підйомі на Кіліманджаро він витратив 16 годин 37 хвилин, побивши рекорд в 18 годин.
У 2013 році Ванесса О'Брайан  З жінок швидше за всіх підкорила всі Сім вершин, витративши 10 місяців на це. Перший альпініст-представник нетрадиційної сексуальної орієнтації, який підкорив Сім вершин - Кейсон Крейн (англ.). 21 листопада 2013 року уродженець ПАР, який переїхав в Канаду Вернер Бергер, у віці 76 років і 129 днів став найстаршим підкорювачем Семи вершин, завершивши шестиденне сходження на піраміду Карстенса. 2013 року Черіл Барт І її дочка Ніккі Стали першою командою "мати і дочка", які підкорили Сім вершин.
16 грудня 2014 року в світі з'явилися перші близнюки-підкорювачі Семи вершин. Ними стали сестри Таші і Нунгші Малик . Колин О’Бреди  з 17 січня по 27 травня 2016 року підкорив всі сім вершин, почавши від Вінсона і закінчивши Деналі - його досягнення в 131 день стало ще одним рекордом   . 
Наймолодшим підкорювачем класичних Семи вершин і Вулканічних Семи вершин став австралієць Деніел Булл (англ.), Який домігся цього в 2017 році у віці 35 років і став заодно першим австралійцем, який це зробив.
6 січня 2018 року Кріса Бомбардьє, хворий на гемофілію, став першою людиною з таким захворюванням, яка підкорила Сім вершин за списком Месснера - в той день він піднявся на Вінсон 

## Критика

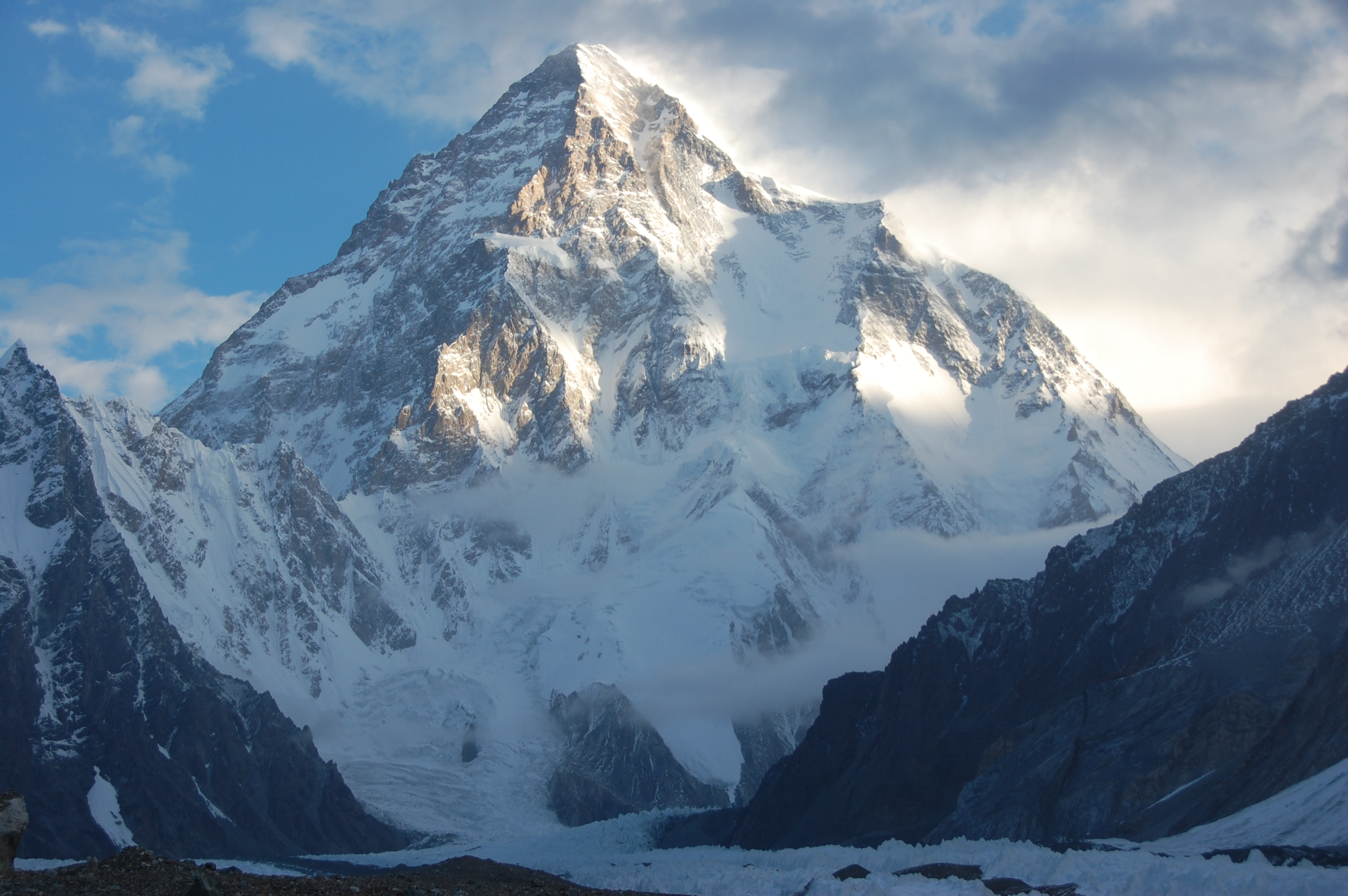
Висота К2

Письменник Джон Кракавер в 1997 році в книзі «У розрідженому повітрі»  назвав цілком реалізованим в порівнянні з Сімома вершинами і серйознішим проєктом «Другі сім вершин» - підкорення других по висоті піків на континентах. Проєкт не розглядався серйозно до січня 2013 року, оскільки вершини Азії (в тому числі К2 заввишки 8611 м) вимагають для підкорення більшої майстерності, ніж Еверест, а фактори висоти (щільність атмосфери, вітру і холод) не змінюються. Вважається, що деякі з підкорювачів Семи вершин чудово обізнані з тим, що доведеться пережити учасникам підкорення Других семи вершин. 2000 року в передмові до книги «Сім вершин» Морроу сказав, що єдиною причиною, через яку Райнхольд Месснер не підкорив всі сім вершин, став той факт, що він занадто захопився восьмитисячниками.  
Білл Аллен, який двічі виконав програму Семи вершин, сказав, що це сходження ніколи не перестане бути актуальним  . Всі восьмитисячники перебувають у Східній Азії: Непал, Китай, Індія і Пакистан знаходяться в одному вузькому регіоні, і багато сходжень бувають небезпечні і часом закінчуються смертями тих, хто майже підкорив всі 14 восьмитисячників  . Ще однією проблемою вважається те, що хоча є 14 основних восьмитисячників, є і суб-піки заввишки понад 8 тисяч метрів, внаслідок чого в 2013 році влада планувала визнати ці додаткові вершини також офіційно восьмитисячниками  . 

## Див. Також
- Список найвищих вершин Землі
- Восьмитисячники